# Autrey (Vosges)
Autrey ist eine französische Gemeinde im Département Vosges der Region Grand Est. Sie gehört zum Arrondissement Épinal und zum Kommunalverband Région de Rambervillers.

## Geografie
Die kleine Gemeinde Autrey liegt im Tal der Mortagne am Rande der Vogesen. Die Kleinstadt Rambervillers liegt sieben Kilometer nordwestlich, die Stadt Saint-Dié 20 Kilometer östlich von Autrey. Das weithin sichtbare Kloster Notre-Dame von Autrey entstand wie viele andere Klöster im Mittelalter am damaligen Rand der „Wildnis“. An dieser Stelle tritt der Fluss Mortagne aus dem engen Gebirgstal in ein flacheres und für die Landwirtschaft nutzbares Gelände ein.
Zu Autrey gehört der Ortsteil Villaume Fobtaine.
Nachbargemeinden von Autrey sind Jeanménil im Norden, Housseras im Nordosten, La Bourgonce im Osten, Mortagne im Süden, Fremifontaine im Südwesten, Sainte-Hélène im Westen sowie Saint-Gorgon im Nordwesten.

## Geschichte

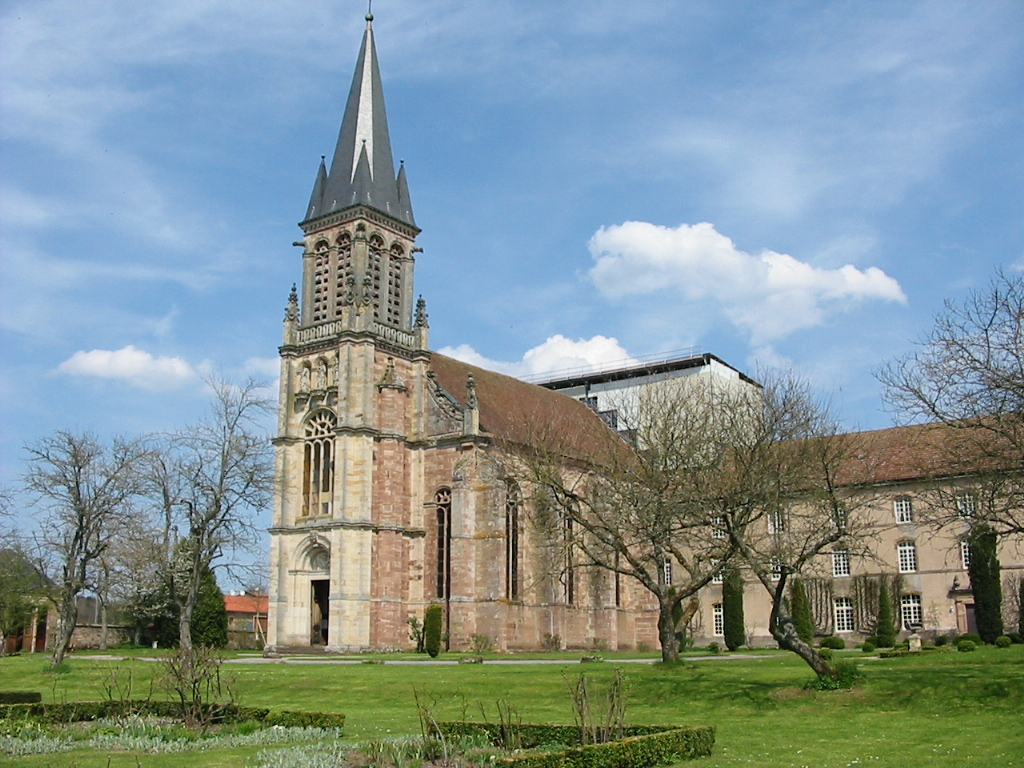
Kloster Notre-Dame

Die Geschichte von Autrey ist untrennbar mit der Geschichte des Klosters (Abbaye Notre-Dame d’Autrey ) verbunden. Die Abtei wurde in der Mitte des 12. Jahrhunderts durch den Metzer Bischof Stephan von Bar gegründet. Der letzte Abt des Klosters, Barthélémy-Louis-Martin de Chaumont de la Galaizière, war 1777 der erste Bischof von Saint-Dié. Während der Französischen Revolution wurde das Kloster verkauft. Es diente unter anderem als Drahtzieherei, 1905 als Hospiz und von 1931 bis 1975 fanden hier Seminare statt.

### Bevölkerungsentwicklung
Mit 275 Einwohnern (Stand 1. Januar 2022) gehört Autrey zu den kleinen Gemeinden des Départements Vosges.
| Jahr      | 1962 | 1968 | 1975 | 1982 | 1990 | 1999 | 2006 | 2013 | 2021 |
| --------- | ---- | ---- | ---- | ---- | ---- | ---- | ---- | ---- | ---- |
| Einwohner | 218  | 223  | 195  | 204  | 287  | 297  | 308  | 283  | 277  |

Im Jahr 1861 wurde mit 499 Bewohnern die bisher höchste Einwohnerzahl ermittelt. Die Zahlen basieren auf den Daten von cassini.ehess und INSEE.

## Sehenswürdigkeiten
- ehemaliges Kloster Notre-Dame aus dem 12. Jahrhundert mit Kreuzgang und Klosterkirche, Mitte des 16. Jahrhunderts rekonstruiert (die Jacquot-Orgel stammt aus dem Jahr 1954); seit 1955 als Monument historique klassifiziert[4]

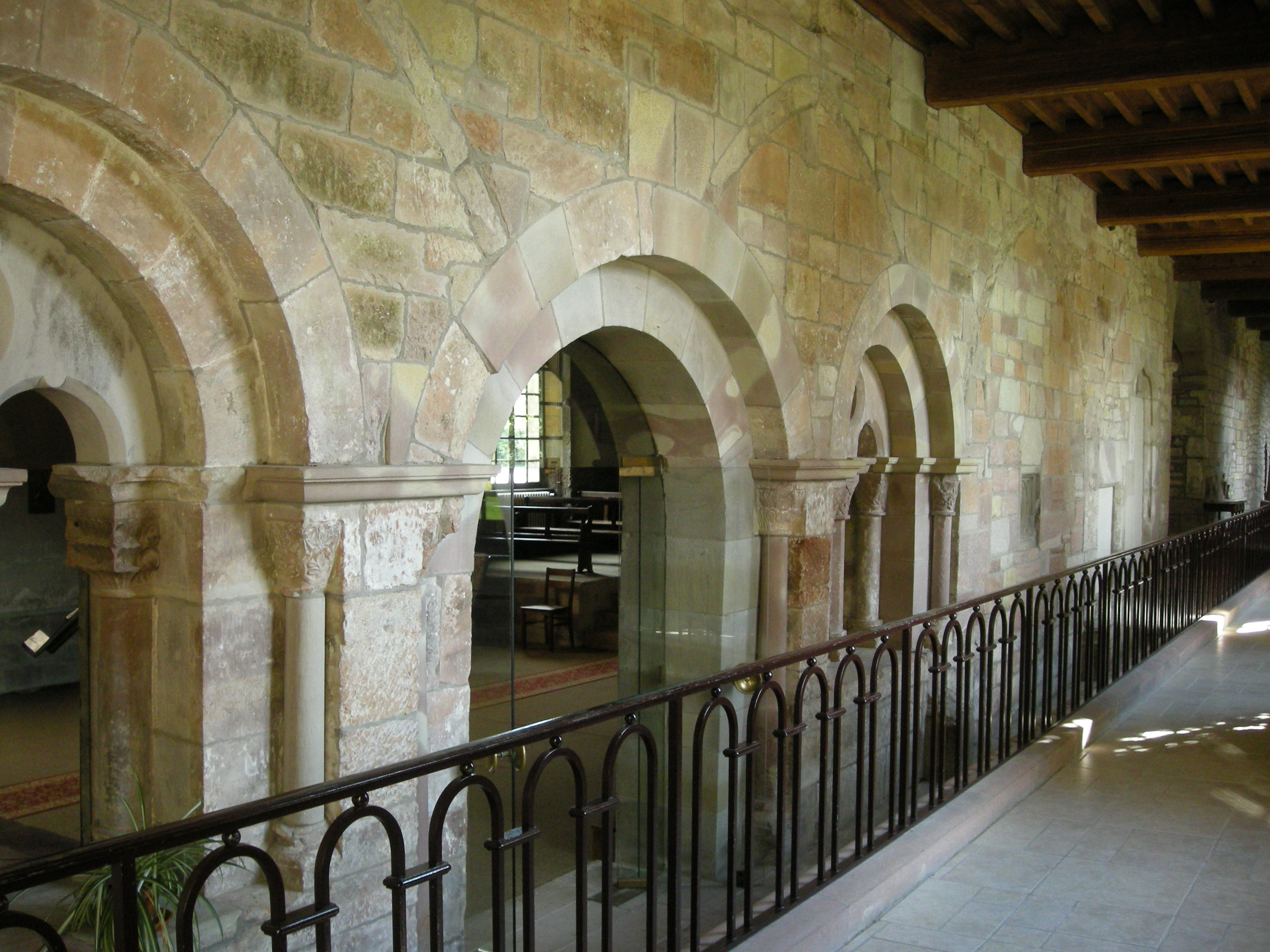
Romanische Bögen des Kreuzganges
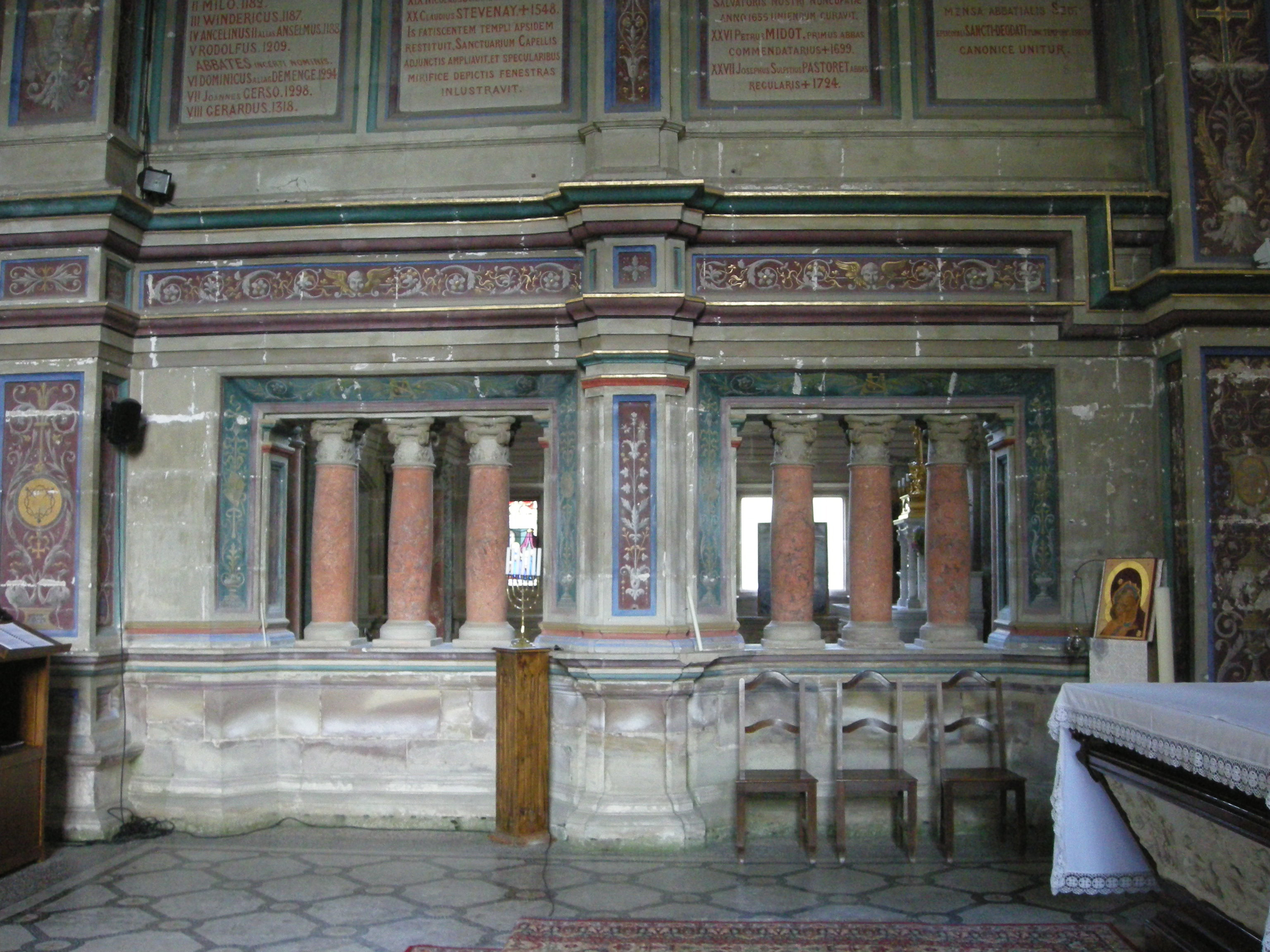
Kolonnade
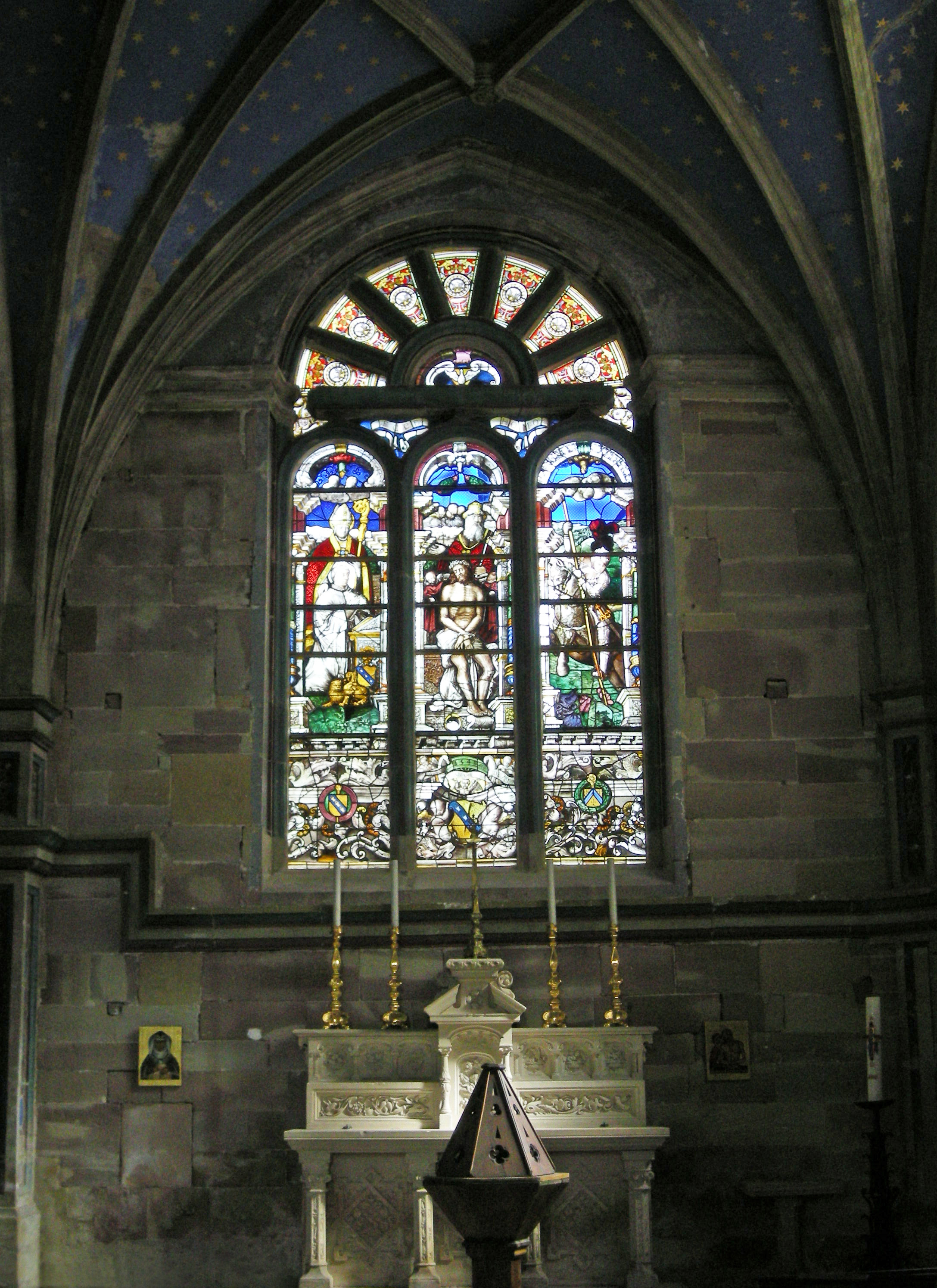
Kirchenfenster
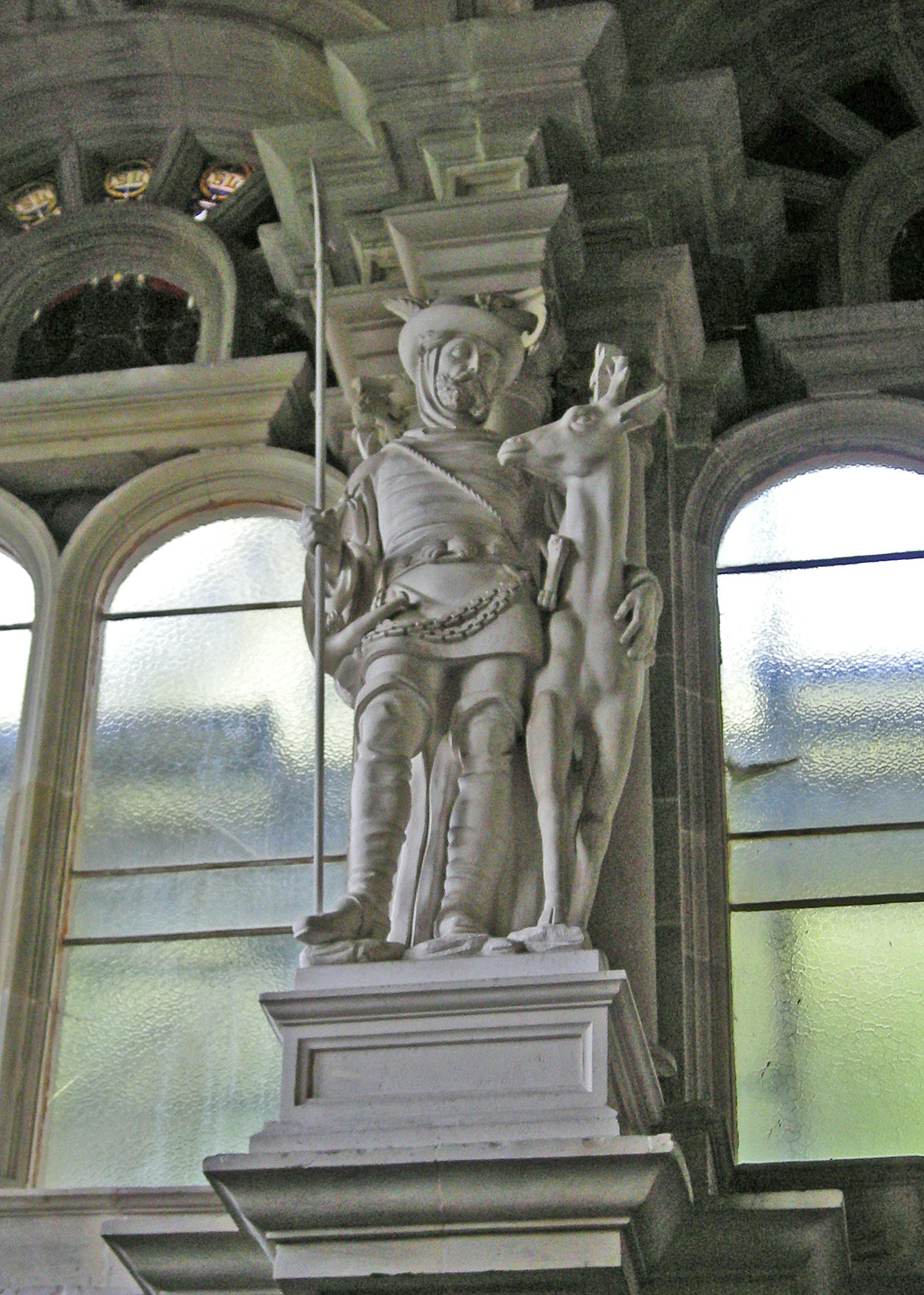
Hubertus-Statue

- Botanischer Garten (Jardin botanique de Gondremer ) mit über 4000 Pflanzen. Der privat betriebene Garten hat sich auf Lorbeerrosen, Heidekrautgewächse, Fächer- und Japanischen Ahorn spezialisiert. Daneben finden sich seltene Nadelbäume, Hortensien, Magnolien, Prunus, Taglilien und Funkien. Die Anlage des Botanischen Gartens geht auf Bruder Simeon zurück, der zur katholischen Gemeinschaft der Seligpreisungen gehörte, die das Kloster seit 1982 bewirtschaften.

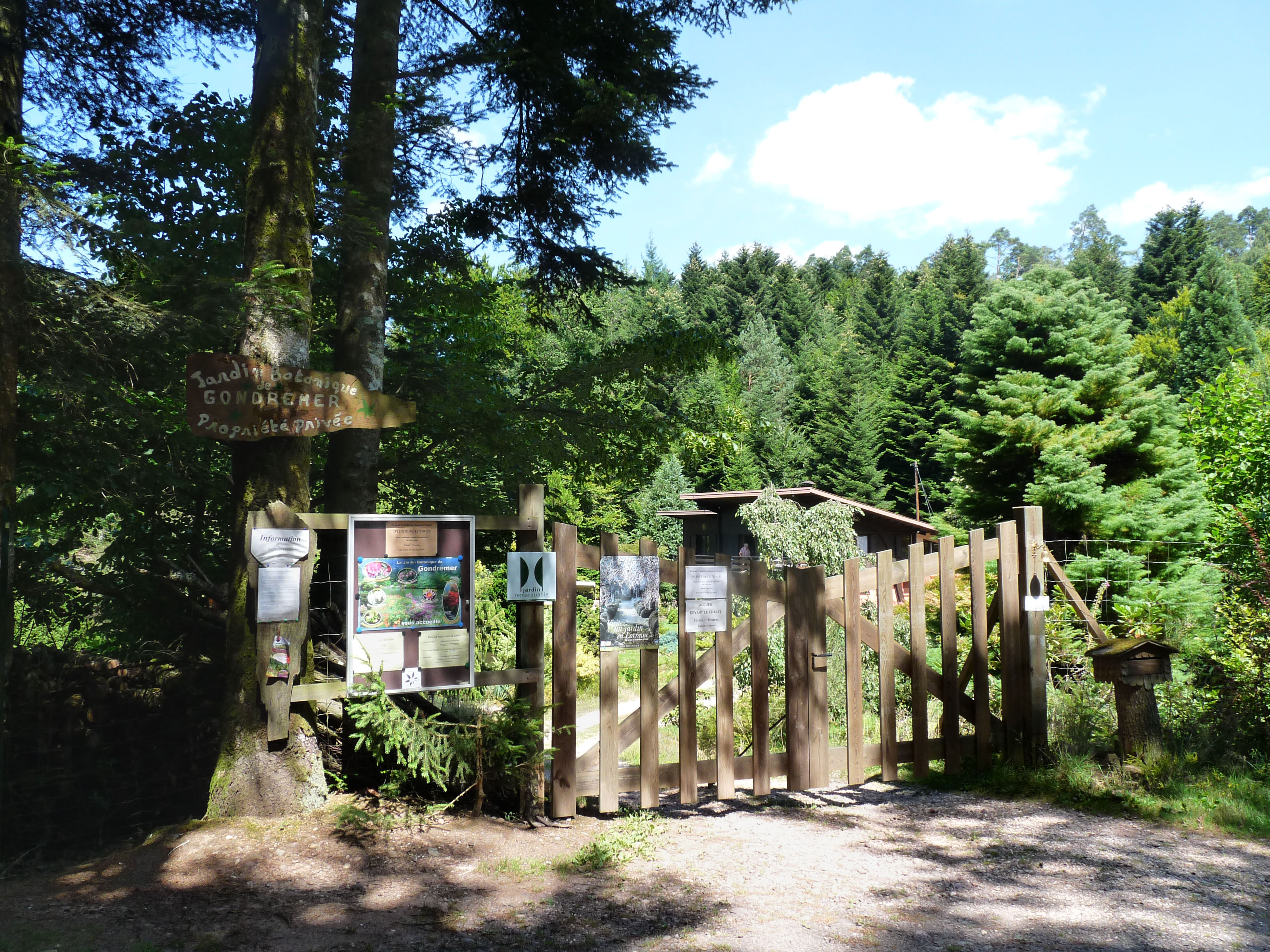
Eingang zum Botanischen Garten
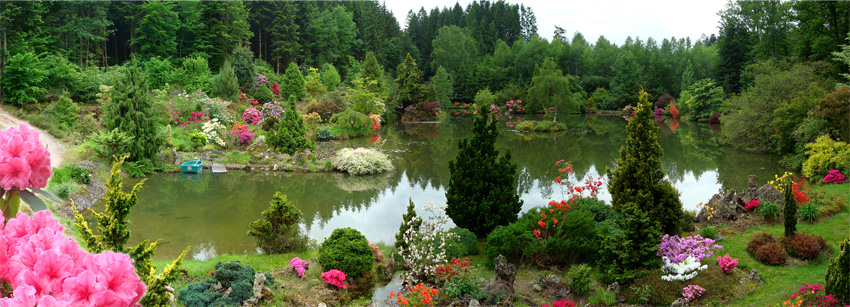
Gartenausschnitt
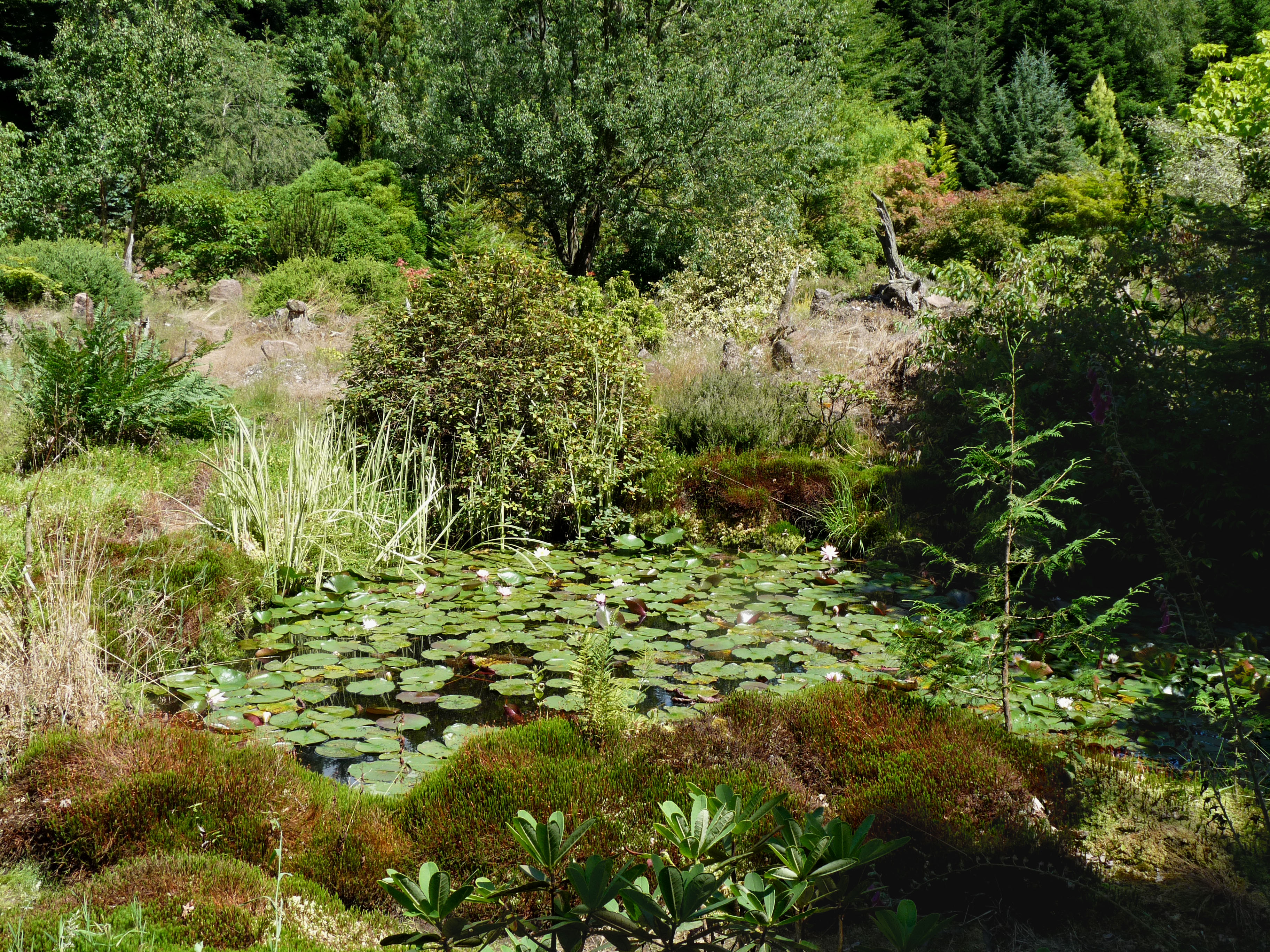
Seerosenanlage

## Wirtschaft und Infrastruktur
Autrey war bis weit ins 20. Jahrhundert hinein ein vorwiegend durch die Landwirtschaft geprägtes Dorf. In der Gemeinde sind neun Landwirtschaftsbetriebe ansässig (Getreide- und Gemüseanbau, Milchwirtschaft, Pferdezucht). Heute leben die Bewohner vorwiegend von Tätigkeiten im touristischen Bereich (Gastronomie, Hotellerie) um das stark von Besuchern frequentierte ehemalige Kloster und den Botanischen Garten. Außerhalb dieses Sektors gibt es nur wenige Arbeitsplätze im Dorf. Einige Erwerbstätige sind Pendler, die in den umliegenden größeren Ortschaften  ihrer Arbeit nachgehen.
Die Ortschaft liegt abseits der größeren Durchgangsstraßen an einer Departementsstraße, die von Rambervillers nach Brouvelieures führt. Der nächste Anschluss an die autobahnähnlich ausgebaute RN 57 befindet sich in einer Entfernung von ungefähr 18 Kilometern. Weitere Straßenverbindungen bestehen nach Sainte-Hélène, Housseras und Mortagne.

## Belege
1. ↑   Abtei Notre-Dame auf vosges-archives.com (Memento vom 3. März 2016 im Internet Archive) (PDF-Datei, französisch)
2. ↑  Autrey auf cassini.ehess
3. ↑  Autrey auf INSEE
4. ↑  Eintrag in der Base Mérimée des Kulturministeriums
5. ↑  Landwirtschaftsbetriebe auf annuaire-mairie.fr (französisch)